# Castillo de Roita
El castillo de Roita, o Rueyta, se encuentra localizado en el municipio de la provincia de Zaragoza de Sos del Rey Católico, en lo alto del Barranco de la Rinconera, a 920 m.s.n.m., a unos 7 kilómetros de Sos por pistas forestales, muy cercano a la localidad de Petilla de Aragón, a 3 km.

## Etimología
Durante muchos años fue conocida con otros nombres como Çer Castiello, Rueyta, Sercastiello, Cercastiel o Cercastiello, un despoblado «entre Isuerre y Urriés (hoy llamado Ruesta, término de Sos, a orillas del Onsella, según Madoz)» que no hay que confundir ni con el Carcastillo navarro, más al suroeste, ni con el Ruesta situado más al norte y habitualmente confundidos, aunque se desconoce cuándo adoptó el actual. No debe confundirse, como habían venido haciendo algunos autores, Cercastiel con Serracastillo, un castillo situado en la zona de Salinas de Jaca.

## Historia
Se tienen noticias de esta fortaleza desde que era fortaleza musulmana conocida como Charat-Kachtilla o Xera Caxtila. Se apoderó de ella Sancho Garcés I de Pamplona y desde ella atacó y venció a Muhammad al-Tawil de Huesca en el 911, quien se dirigía a realizar una aceifa contra Pamplona pero que se había detenido en Cercastiello.
Durante el reinado de Sancho Garcés III de Pamplona (1004-1035) se construyó una fortaleza sobre la anterior «como atestiguan algunos sillares típicos de la época califal» y que pudo ser destruida por Sancho Garcés I.
Entre 1036 y 1037 Ramiro I de Aragón nombró tenentes a Lope Sangiz y Aznar Galindones pero en 1041 lo donó a su esposa junto con las villas de Lobera de Onsella y Atarés.
Hasta 1294 no vuelve a ser mencionado en la documentación. En el siglo XIV será mencionado habitualmente por lo que pudo reconstruirse en esta época explicando la presencia de elementos góticos que explicarían un uso más palaciano, no solamente militar. En 1348 se apoderaron de él los unionistas, siendo su alcaide Pedro Fernández de Saviñán y en 1363 aparece en un documento entre los que se entregaron en rehenes Pedro IV y Carlos II de Navarra.

## Descripción
Tiene forma trapezoidal, midiendo en el lado más largo unos 25 metros. Los lados orientados al norte y al este, están construidos en mampostería y convergen en una esquina redondeada, mientras que en los otros dos se utilizó sillería y quedan pocos restos. tiene dos torres situadas en esquinas opuestas, dejando entre ellas espacio para un pequeño patio de armas.
La torre del lado este es de planta cuadrada, de unos 6 metros de lado y está mejor conservada y tiene saeteras y una ventana rectangular. La otra torre es de construcción similar, pero solo mantiene tres paredes. La puerta comunica con una sala rectangular de gran prestancia. Su estado es de ruina progresiva y fue incluido en el 2018 en la lista roja del patrimonio de Hispania Nostra debido al peligro de derrumbe de una de sus torres.